# Serra de Baciverols
La Serra de Baciverols és una serra situada al massís de Beret, al municipi d'Alt Àneu a la comarca del Pallars Sobirà. La seva orientació és nord-sud. Al nord està limitada pel Pic de Rosari, de 2.608 metres d'altitud, i pel sud pel Cap del Muntanyó d'Àrreu que amb una elevació de 2.626 metres és el cim més alta de la serra. Està inclosa en el Parc Natural de l'Alt Pirineu.
La seva vessant oest limita amb el circ de Baciver, que drena les seves aigües al Garona, i la seva vessant est limita amb el circ de Garrabea, les aigües del qual drenen al Noguera Pallaresa.